# Lepovkovití
Lepovkovití (Scytodidae) je čeleď pavouků. Jejich poznávacím znakem je široká kopulovitá hlavohruď a skvrnité vzory na hlavohrudi i zadečku. Mají pouze 6 očí uspořádaných do tří dvojic.
Název čeledi je odvozen od charakteristického způsobu lovu: lepovky svou kořist znehybňují směsí jedu a silně lepkavých vláken, kterou „plivou“ ze vzdálenosti 1–2 cm. Poté následuje ještě kousnutí chelicerami a kořist je před konzumací obalena obvyklými vlákny ze snovacích bradavek.
Žlázy produkující lepivou hmotu, které jsou umístěny v hlavohrudi a ústí na chelicerách, jsou unikátním jevem – u ostatních pavouků se snovací žlázy s podobnou funkcí nacházejí pouze v zadečku.
Do čeledi lepovkovití je řazeno přibližně 230 druhů v pěti rodech, její zástupci se vyskytují po celém světě. V ČR byl nalezen jediný druh, lepovka jižní (Scytodes thoracica). Měří obvykle méně než 6 mm a preferuje teplé a suché prostředí. Aktivní je v noci, přes den se ukrývá v pavučinovém zámotku pod kameny.